# Денніс Шредер
Денніс Майк Шредер (нім. Dennis Mike Schröder, 15 вересня 1993, Брауншвейг, Німеччина) — німецький професійний баскетболіст, розігруючий захисник команди НБА «Бруклін Нетс» і національної збірної Німеччини.

## Особисте життя
Тато Денніса — німець, мати — гамбійка. Після смерті батька в 2009 році хлопець зосередився на своїй баскетбольній кар’єрі. Раніше він і його брат в основному займалися катанням на скейтборді, поки Денніс не розпочав займатися баскетболом у віці 11-ти років. Шредер — мусульманин.

## Титули і досягнення
У складі збірної
- Чемпіон світу: 2023.

Індивідуальні
- Найкращий гравець чемпіонату світу: 2023